# 蔣波羅曾仁波切
第二世蔣波羅曾仁波切，（英文：Jampal Lodoe Rinpoche，藏文：འཇམ་དཔལ་བློ་གྲོས་རིན་པོ་ཆེ་ ; 1931年—1987年7月27日)， 另稱宗諾仁波切，（英文：Dzongnang Rinpoche （页面存档备份，存于））。出生於四川省白玉縣，兩歲時被認證為寧瑪派六大寺之一，白玉寺祖師昆桑謝拉之弟貝瑪仁欽的轉世祖古。

## 生平
第二世蔣波羅曾仁波切（白玉宗諾仁波切，也稱作蔣波佛爺）降生於康區白玉縣的吉祥地，兩歲時，被認證為白玉祖寺開山祖師大持明袞桑謝繞之弟『貝瑪仁欽』的轉世，隨即迎請至白玉祖寺；除了白玉寺傳承的儀軌外，也學習敏珠林傳承的儀軌。
十二歲時，仁波切跟從他的根本上師白玉秋竹 • 圖滇確吉達瓦以及許多著名的高僧，諸如堪布羅追蔣措、堪布岡夏等人，聽聞《天法》等顯密教法。二十歲時，仁波切從他的根本上師白玉秋竹 • 圖滇確吉達瓦受比丘具足戒。隨後，仁波切前往果洛地方的白玉塔唐寺參學，並掌理該寺一切行政職務三年。
自1962年起，仁波切在在達蘭薩拉的西藏流亡政府，任職六年的寧瑪派代表，兼西藏教科書編撰委員會委員，期間也負責在錫金岡拓興建蓮師寺。
1970年，仁波切為了使敏珠林的教法繼續弘揚，將其印度德拉敦興建完成的寺廟，轉供養給了敏珠林座主　敏林赤欽仁波切（睡覺法王），此寺廟即今日的『敏珠林寺』；不久於印度又另建『白玉卻闊林』（白玉法輪寺）。
1983年起，開始於台灣弘法，被稱為蔣波佛爺，並於新北市深坑創建中華民國寧瑪巴白玉佛法中心，是藏傳佛教早期抵台的仁波切之一。
1986年，在臺灣弟子和施主們的慷慨資助下，蔣波佛爺正式於臺灣臺北縣深坑地區創建了『中華民國寧瑪巴白玉佛法中心』，充實所有必要的設備，以持續弘揚佛法，是早期藏傳寧瑪派來臺弘法的開拓者之一。
期間，仁波切於尼泊爾購得土地以供養　頂果欽哲法王興建寺廟，即尼泊爾雪謙傳承寺之現址；同時於1987年尼泊爾加德滿都另興建『帖秋哦瑟白玉確林寺』。凡此種種，皆是仁波切藉著對三寶的信心及自己的毅力，不辭辛勞的為維護佛陀教法，精進不懈而成就的佛行事業。
1987年七月廿七日夜，仁波切在香港交代有關『帖秋哦瑟白玉確林寺』的建寺事宜後，以禪定坐姿進入涅槃，於凌晨暫時把色身融入法界。貝諾法王得知後，指示將蔣波佛爺的法體運回臺灣，並指示這將有助於寧瑪派教法能在臺灣繼續廣大弘揚，如同蓮師法教當時於西藏弘揚，光芒耀眼遍佈十方，如是殊勝功德。八月四日，第二世蔣波佛爺的法體，由達桑仁波切、克欽仁波切、仁果祖古仁波切和許多其他弟子，從香港護送來臺；第二世法體舍利建塔就此安奉於臺灣深坑白玉中心。

## 書籍
- Record Of Nyingma Monasteries In Tibet （页面存档备份，存于） .Dalhousie. 1965.

## 轉世
第三世蔣波羅曾仁波切（1989年—），出生於印度，兩歲時由頂果欽哲法王及貝諾法王共同認證為第二世蔣波羅曾仁波切的轉世。

## 資料來源
1. ↑  . www.tbrc.org.   [2018-08-22]. （原始内容存档于2011-02-10）.
2. ↑  Tsering Lama Jampal Zangpo.  1st ed. Ithaca, N.Y., U.S.A.: Snow Lion Publications. 1988: pp.141–142. ISBN 0937938645. OCLC 18106671.
3. ↑  Tarthang Tulku, Dharma Publishing. . Berkeley: Dharma Pub. 1992. ISBN 0898002419. OCLC 27312672.
4. ↑  . ccbs.ntu.edu.tw.   [2018-08-26]. （原始内容存档于2018-02-25）.
5. ↑  . on.cc東網.   [2018-08-23]. （原始内容存档于2018-08-23） （中文（香港））.
6. ↑  寧瑪巴白玉佛學會. . palyul-jampal-rinpoche.org.   [2018-08-22]. （原始内容存档于2018-08-22）.
7. ↑  . sites.google.com.   [2018-08-22] （中文（中国大陆））.